# シンナイ
シンナイ（イタリア語: Sinnai）は、イタリア共和国サルデーニャ自治州カリャリ県にある、人口約18,000人の基礎自治体（コムーネ）。

## 地理

### 位置・広がり

#### 隣接コムーネ
隣接するコムーネは以下の通り。括弧内のSUは南サルデーニャ県所属を示す。
- ブルチェーイ (SU)
- カスティアーダス (SU)
- ドリアノーヴァ (SU)
- マラカラゴーニス
- クアルトゥッチュ
- サン・ヴィート (SU)
- セッティモ・サン・ピエトロ
- ソレーミニス (SU)
- ヴィッラサルト (SU)
- ヴィッラシミーウス (SU)

## 行政

### 分離集落
シンナイには、以下の分離集落（フラツィオーネ）がある。
- San Gregorio, Solanas, Tasonis